# La Venta del Astillero
La Venta del Astillero es una localidad del estado mexicano de Jalisco. Es parte del municipio de Zapopan.

## Demografía
| Gráfica de evolución demográfica |
|                                  |

| Censo | Población |
| ----- | --------- |
| 1900  | 523       |
| 1910  | 272       |
| 1921  | 337       |
| 1930  | 431       |
| 1940  | 369       |
| 1950  | 483       |
| 1960  | 656       |
| 1970  | 1 295     |
| 1980  | 1 624     |
| 1990  | 2 465     |
| 2000  | 4 267     |
| 2010  | 5 649     |
| 2020  | 5 485     |